# Chibi-Robo!
Chibi-Robo! (ちびロボ！? Piccolo Robot!) è un videogioco d'avventura a piattaforme sviluppato da Skip e pubblicato nel 2005 da Nintendo per Nintendo GameCube. Distribuito inizialmente in Giappone, venne commercializzato in America Settentrionale nel 2006 con il titolo Chibi-Robo!: Plug into Adventure! e successivamente pubblicato in Europa. Il videogioco è ideato e diretto da Kenichi Nishi e Hiroshi Moriyama. Una conversione del gioco per Wii è stato pubblicata in Giappone nel 2009 all'interno della serie New Play Control!.
Nel 2007 fu pubblicato un seguito per Nintendo DS intitolato Chibi-Robo!: Park Patrol. Negli Stati Uniti d'America il gioco venne inizialmente distribuito presso la catena di negozi Walmart. Sulla stessa console è stato pubblicato nel 2009 Okaeri! Chibi-Robo! Happy Richie Ōsōji! (おかえり！ちびロボ！ハッピーリッチー大そうじ！?), mai commercializzato al di fuori del Giappone. Per Nintendo 3DS sono invece usciti Chibi-Robo! Let's Go, Photo! (2013) e Chibi-Robo! Zip Lash (2015).

## Sviluppo
Chibi-Robo! è stato originariamente annunciato nel 2003 da Bandai come un videogioco rompicapo simile a Lemmings. Nel 2004 il gioco è stato sospeso a tempo indeterminato da Bandai, ma secondo Kenichi Nishi, grazie all'interessamento di Shigeru Miyamoto, il gioco è stato affidato al produttore Kensuke Tanabe di Nintendo, che si è occupata della distribuzione.
Il character design del personaggio è stato ideato da Keita Eto. Il sonoro del gioco è stato curato da Hirofumi Taniguchi.